# Elezioni comunali in Friuli-Venezia Giulia del 2025
Le elezioni amministrative in Italia del 2025 si sono tenute il 13 e il 14 aprile, con eventuale turno di ballottaggio che era stato previsto il 27 e il 28 aprile.

## Riepilogo dei sindaci eletti
Coalizione di Centro-destra 
      Coalizione di Centro-sinistra
| Provincia | Comune     | Sindaco uscente | Sindaco uscente           | Sindaco eletto | Sindaco eletto         | Primo turno | Primo turno | Secondo turno | Secondo turno | Seggi   |
| Provincia | Comune     | Sindaco uscente | Sindaco uscente           | Sindaco eletto | Sindaco eletto         | Voti        | %           | Voti          | %             | Seggi   |
| --------- | ---------- | --------------- | ------------------------- | -------------- | ---------------------- | ----------- | ----------- | ------------- | ------------- | ------- |
| Gorizia   | Monfalcone |                 | Anna Maria Cisint (Lega)  |                | Luca Fasan (Lega)      | 8.272       | 70,87%      | —             | —             | 18 / 24 |
| Pordenone | Pordenone  |                 | Alessandro Ciriani (Ind.) |                | Alessandro Basso (FdI) | 11.688      | 54,03%      | —             | —             | 24 / 40 |

## Ente di decentramento regionale di Pordenone

### Pordenone
|                                      | Alessandro Basso ✔️ Sindaco | 11 688               | 54,03 | Fratelli d'Italia   | 4 250  | 22,53 | 10 |  |  |
| Pordenone Cambia – Lista Ciriani     | Alessandro Basso ✔️ Sindaco | 11 688               | 54,03 | 2 104               | 11,16  | 5     |    |  |  |
| Pordenone Civica                     | Alessandro Basso ✔️ Sindaco | 11 688               | 54,03 | 1 667               | 8,84   | 4     |    |  |  |
| Lega                                 | Alessandro Basso ✔️ Sindaco | 11 688               | 54,03 | 1 486               | 7,88   | 3     |    |  |  |
| Forza Italia                         | Alessandro Basso ✔️ Sindaco | 11 688               | 54,03 | 1 102               | 5,84   | 2     |    |  |  |
|                                      | Nicola Conficoni            | 7 703                | 35,61 | Partito Democratico | 3 745  | 19,86 | 8  |  |  |
| Pordenone in Salute                  | Nicola Conficoni            | 7 703                | 35,61 | 1 259               | 6,68   | 3     |    |  |  |
| Il Bene Comune                       | Nicola Conficoni            | 7 703                | 35,61 | 989                 | 5,24   | 2     |    |  |  |
| Italia Viva                          | Nicola Conficoni            | 7 703                | 35,61 | 263                 | 1,39   | –     |    |  |  |
| Un'altra Pordenone C'è               | Nicola Conficoni            | 7 703                | 35,61 | 259                 | 1,37   | –     |    |  |  |
| Seggio di coalizione                 | Seggio di coalizione        | Seggio di coalizione | 35,61 | 1                   |        |       |    |  |  |
|                                      | Marco Salvador              | 1 645                | 7,60  | Salvador Sindaco    | 1 305  | 6,92  | 1  |  |  |
| Seggio di coalizione                 | Seggio di coalizione        | Seggio di coalizione | 7,60  | 1                   |        |       |    |  |  |
|                                      | Anna Ciriani                | 595                  | 2,75  | #AmiAmoPordenone    | 432    | 2,29  | –  |  |  |
| Totale                               | Totale                      | 21 631               | 100   |                     | 18 861 | 100   | 40 |  |  |
|                                      |                             |                      |       |                     |        |       |    |  |  |
| Fonte: Regione Friuli-Venezia Giulia |                             |                      |       |                     |        |       |    |  |  |

1. ↑  Include candidati dell'Unione di Centro[2].
2. ↑  Include candidati della Lista Fedriga.
3. ↑  Include candidati di Sinistra Italiana, Europa Verde, Partito della Rifondazione Comunista e Open FVG.
4. ↑  Include candidati di Azione, Movimento 5 Stelle e Civica FVG.

## Ente di decentramento regionale di Gorizia

### Monfalcone
|                                       | Luca Fasan ✔️ Sindaco | 8 272                | 70,87 | Lega FVG per Salvini Premier | 3 214  | 31,04 | 9  |  |  |
| Cisint per Monfalcone - Fasan Sindaco | Luca Fasan ✔️ Sindaco | 8 272                | 70,87 | 2 491                        | 24,05  | 6     |    |  |  |
| Fratelli d'Italia                     | Luca Fasan ✔️ Sindaco | 8 272                | 70,87 | 1 008                        | 9,73   | 2     |    |  |  |
| Forza Italia                          | Luca Fasan ✔️ Sindaco | 8 272                | 70,87 | 593                          | 5,73   | 1     |    |  |  |
| Il Popolo della Famiglia              | Luca Fasan ✔️ Sindaco | 8 272                | 70,87 | 124                          | 1,20   | –     |    |  |  |
|                                       | Diego Moretti         | 3 057                | 26,19 | Partito Democratico          | 1 110  | 10,72 | 2  |  |  |
| Monfalcone civica e solidale          | Diego Moretti         | 3 057                | 26,19 | 884                          | 8,54   | 2     |    |  |  |
| Insieme con Moretti                   | Diego Moretti         | 3 057                | 26,19 | 392                          | 3,79   | 1     |    |  |  |
| Progressisti per Monfalcone           | Diego Moretti         | 3 057                | 26,19 | 263                          | 2,54   | –     |    |  |  |
| Seggio di coalizione                  | Seggio di coalizione  | Seggio di coalizione | 26,19 | 1                            |        |       |    |  |  |
|                                       | Bou Konate            | 343                  | 2,94  | Italia Plurale               | 277    | 2,67  | –  |  |  |
| Totale                                | Totale                | 11 672               | 100   |                              | 10 356 | 100   | 24 |  |  |
|                                       |                       |                      |       |                              |        |       |    |  |  |
| Fonte: Regione Friuli-Venezia Giulia  |                       |                      |       |                              |        |       |    |  |  |

1. ↑  Include Patto per l'Autonomia[3], Movimento 5 Stelle, Europa Verde e Sinistra Italiana[4]

## Comuni inferiori

### Ente di decentramento regionale di Udine

#### Nimis
|                                      | Fabrizio Mattiuzza ✔️ Sindaco | 795                  | 63,55 | Obiettivo Nimis  | 716   | 57,23 | 8  |  |  |
|                                      | Sergio Bonfini                | 456                  | 36,45 | Chei mancul piês | 172   | 13,75 | 2  |  |  |
| Nimis riparte                        | Sergio Bonfini                | 456                  | 36,45 | 134              | 10,71 | 1     |    |  |  |
| Seggio di coalizione                 | Seggio di coalizione          | Seggio di coalizione | 36,45 | 1                |       |       |    |  |  |
| Totale                               | Totale                        | 1 251                | 100   |                  | 1 251 | 100   | 12 |  |  |
|                                      |                               |                      |       |                  |       |       |    |  |  |
| Fonte: Regione Friuli-Venezia Giulia |                               |                      |       |                  |       |       |    |  |  |

### Ente di decentramento regionale di Gorizia

#### San Pier d'Isonzo
|                                      | Denise Zucco ✔️ Sindaco | 685                  | 68,84 | San Piero Idee in Comune | 211   | 26,95 | 3  |  |  |
| Insieme per San Piero                | Denise Zucco ✔️ Sindaco | 685                  | 68,84 | 164                      | 20,95 | 3     |    |  |  |
| Partito Democratico                  | Denise Zucco ✔️ Sindaco | 685                  | 68,84 | 155                      | 19,80 | 2     |    |  |  |
|                                      | Alex D'Aronco           | 310                  | 31,16 | per San Pier             | 253   | 32,31 | 3  |  |  |
| Seggio di coalizione                 | Seggio di coalizione    | Seggio di coalizione | 31,16 | 1                        |       |       |    |  |  |
| Totale                               | Totale                  | 995                  | 100   |                          | 783   | 100   | 12 |  |  |
|                                      |                         |                      |       |                          |       |       |    |  |  |
| Fonte: Regione Friuli-Venezia Giulia |                         |                      |       |                          |       |       |    |  |  |

1. ↑  Include candidati della Lega, Fratelli d'Italia e Forza Italia[5]